# AMECO-Datenbank
Die AMECO-Datenbank (AMECO: englisch annual macroeconomic) bzw. jährliche makroökonomische Datenbank ist eine Datenbank der Europäischen Kommission zu makroökonomischen Kennzahlen. Die Datenbank enthält Daten der Volkswirtschaftlichen Gesamtrechnungen und andere wichtige Länderdaten etwa zu Zinsen, Wechselkursen und Branchen über die Mitgliedstaaten der Europäischen Union und über andere Länder der OECD wie USA und Japan. Die Daten werden zweimal jährlich, im Frühjahr und im Herbst, aktualisiert. Die Datenbank dient bei der EU-Kommission als Grundlage für gesamtwirtschaftliche Untersuchungen und Vorausschätzungen.
Die Daten der Datenbank AMECO werden der Öffentlichkeit kostenlos zur Verfügung gestellt. Sie unterliegen dem Urheberrecht und einem Haftungsausschluss der EU-Kommission.
Ein Teil der Daten stimmt mit den Volkswirtschaftlichen Gesamtrechnungen der jeweiligen Länder überein, welche gemäß dem System of National Accounts oder dem ESVG von den jeweiligen nationalen Behörden oder von internationalen Behörden, z. B. der OECD, veröffentlicht werden. Zum Teil beruhen die Daten auf eigenen Berechnungen der Dienststellen der EU-Kommission.